# Panesthia guangxiensis
Panesthia guangxiensis es una especie de cucaracha del género Panesthia, familia Blaberidae.